# Boeing E-6 Mercury
Boeing E-6 Mercury (v preteklosti E-6 Hermes) je leteči komandni center zasnovan na podlagi potniškega Boeing 707-320. V uporabo je vstopil julija 1989 in je nasledil turbopropelerskega Lockheed EC-130Q in reaktivnega EC-135C. E-6 se uporablja za "TACAMO" misije, kjer pošilja ukaze strateških podmornicam oboroženimi z balističnimi raketami. E-6 lahko pošilja ukaze tudi strateškim bombnikom.
E-6 velja za zadnje letalo družine 707.

## Specifikacije
Podatki iz Navy Fact File
Splošne karakteristike
- Posadka: 12–25
- Število sedežev: 23
- Dolžina: 150 ft 4 in (45,8 m)
- Razpon kril: 148 ft 4 in (45,2 m)
- Višina: 42 ft 5 in (12,9 m)
- Naložena teža: 342000 lb (154400 kg)
- Maks. vzletna teža: 342000 lb (154400 kg)
- Pogon letala: 4 × CFMI CFM-56-2A-2 visokoobtočni turbofani

 Zmogljivost 
- Maks. hitrost: Mach 0,862 (600 mph ali 520 kn ali 970 km/h)
- Doseg: 6600 nmi (7590 milj, 12144 km) with
- Višina leta: 40000 ft (12200 m)